# Cerro Blanco, Cardonal
Cerro Blanco är en ort i Mexiko.   Den ligger i kommunen Cardonal och delstaten Hidalgo, i den sydöstra delen av landet, 130 km norr om huvudstaden Mexico City. Cerro Blanco ligger 2 051 meter över havet och antalet invånare är 288.
Terrängen runt Cerro Blanco är kuperad, och sluttar österut. Runt Cerro Blanco är det ganska tätbefolkat, med 60 invånare per kvadratkilometer. Närmaste större samhälle är Pozuelos, 12,1 km söder om Cerro Blanco. Trakten runt Cerro Blanco består i huvudsak av gräsmarker.